# 파우메이라도에스치

파우메이라도에스치의 위치

파우메이라도에스치(포르투갈어: Palmeira d'Oeste)는 브라질 상파울루주의 도시로 면적은 319.2km2, 높이는 433m, 인구는 9,584명(2010년 기준), 인구 밀도는 30명/km2이다.